# Crowded House
Crowded House is een band uit Australië. In 1987 werd een grote hit gescoord met "Don't Dream It's Over". Andere bekende nummers zijn "Into Temptation", "Weather with You", "Four Seasons in One Day" en "Better Be Home Soon".

## Geschiedenis
Na het uiteenvallen van Split Enz in 1984, de band waar de broers Neil en Tim samen voorman waren, richtte Neil samen met de voormalige drummer van Split Enz Paul Hester in 1985 een nieuwe band op. Binnen de eclectisch-new wave muziekstijl van Split Enz had Neil Finn een toegankelijker popgeluid gebracht dat hij zou voortzetten in zijn nieuwe band. Het derde bandlid werd Nick Seymour (basgitaar). Aanvankelijk was de naam van de nieuwe band 'The Mullanes', de tweede naam van Neil Finn en de familienaam van zijn moeder.  In juni 1985 tekende de band een contract met Capitol Records. De definitieve naam van de band werd 'Crowded House'.
In juli 1986 verscheen het titelloze debuutalbum, dat was opgenomen in Los Angeles. Het album was geproduceerd door Mitchell Froom, een jonge Amerikaanse muziekproducent. Na de minder succesvolle single World Where You Live, scoorde de band haar eerste hit 1987 met de single Don't Dream It's Over.
Ook het tweede album Temple of Low Men, dat in juli 1988 werd uitgebracht, bevatte enkele hits. De singles Better Be Home Soon en Into Temptation bereikte respectievelijk de derde en achtste positie in de Nederlandse Top 40. Wederom waren de nummers voornamelijk gecomponeerd door Neil Finn. Crowded House kwam vooral bekend te staan als een energieke spontane liveband. Voor de liveact werd de band regelmatig aangevuld met Eddie Rayner, de voormalige toetsenist van Split Enz.
Broer Tim Finn werkte mee aan het derde album Woodface dat in juni 1991 werd uitgebracht. Hij werd korte tijd lid van de band en schreef mee aan een groot deel van de nummers van dat album. Tim Finn verliet de band alweer in november 1991 omdat zijn persoonlijkheid minder goed aansloot bij de rest van de band. Voor de lopende tour ter promotie van Woodface werd Mark Hart ingevlogen, die de band al eerder had versterkt bij de tour voor Temple of Low Men. In 1993 werd Mark Hart een vast bandlid. De single Weather With You bereikte de 9de positie in de Top 40 en werd daarmee in 1992 een bescheiden zomerhit.
In de zomer van 1992/1993 nam Crowded House het album Together Alone op. Hiervoor verbleef de band op een afgelegen strand van Nieuw-Zeeland, Karekare, dat ook het toneel was van de film The Piano. Tim Finn werkte in dezelfde tijd aan een vierde solo-album. Zowel op Tims solo-album als op Together Alone verschenen restjes van de nummers die ze in aanloop naar Woodface hadden geschreven. Together Alone werd in 1993 uitgebracht. Het jaar daarop ontving Crowded House de prijs voor Beste Internationale Act van Q-magazine, waarbij ze grote acts als U2, Nirvana en Pearl Jam versloegen.

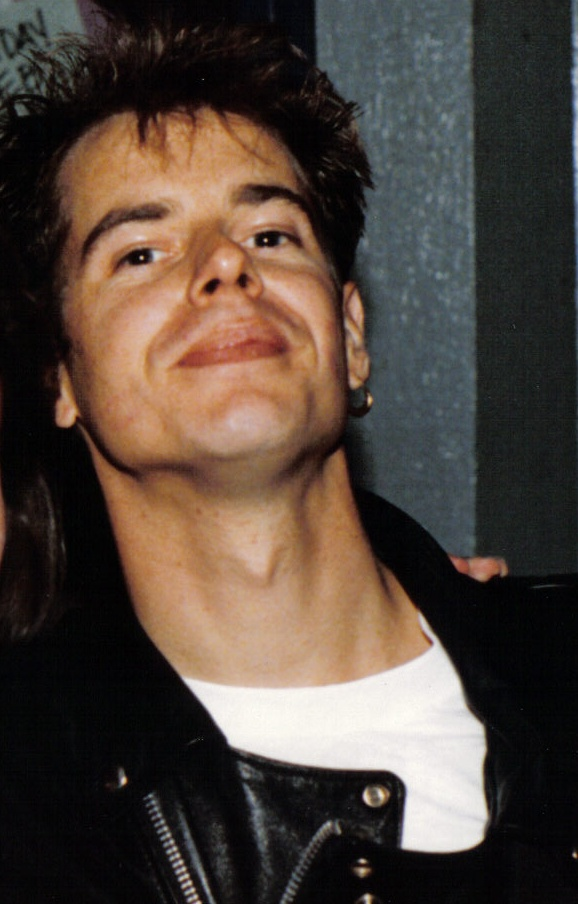
Paul Hester in 1987 bij de ingang van Wolfgang's (nightclub) in San Francisco, California

In april 1994 verliet Paul Hester de band, omdat hij meer tijd wilde spenderen met zijn familie. In mei van dat jaar speelde de band daardoor zonder hem op popfestival Pinkpop. Twee jaar later, in 1996, werd de hele band opgeheven omdat Neil Finn, naar eigen zeggen,  'bang was zichzelf te herhalen' en op zoek wilde naar een nieuwe manier van muziek maken. Het nieuws kwam vlak voor het uitbrengen van het album Recurring Dream - The Very Best Of, een verzamelalbum met enkele nieuwe nummers. De band gaf op 24 november 1996 een laatste concert op de trappen van het Sydney Opera House. Meer dan 250.000 mensen woonden het concert bij. De opbrengsten van dit concert gingen naar het kinderziekenhuis Sydney Children's Hospital. In 2000 verscheen postuum het album Afterglow, een verzameling rariteiten voor de echte fan.
Na vaak te hebben aangegeven dat de band niet opnieuw leven zou worden ingeblazen, kondigde Neil Finn in januari 2007 toch een reünie van de band aan, met Mark Hart, Nick Seymour en de nieuwe drummer Matt Sherrod. Sherrod verving oorspronkelijk bandlid Paul Hester, die in 2005 uit het leven was gestapt na een lange strijd met depressie. Hesters overlijden was de aanleiding voor de reünie en vormt een thematische rode draad door het in 2007 uitgebrachte reünie-album Time on Earth.
Medio 2010 kwam als opvolger van Time on Earth het album Intriguer uit. De eerste single van dat album was Saturday Sun. Na de Intriguer Tour in 2010 en de New Zealand Winery Tour 2011 werd een tijdje niets meer van de band vernomen.
In 2016 kwam Crowded House opnieuw bij elkaar en gaf de band een aantal concerten in Australië en Nieuw-Zeeland onder de tournaam Encore.
Neils zoon Liam Finn maakte al van tijd tot tijd deel uit van de liveband, maar eind 2019 maakte Neil Finn een formele nieuwe bezetting van de band bekend. Deze zou, naast hemzelf en Nick Seymour, bestaan uit zijn beide zoons Liam en Elroy Finn en Mitchell Froom, de producent van de eerste drie albums van Crowded House. Op 15 oktober 2020 werd de single Whatever You Want uitgebracht, de eerste nieuwe muziek van Crowded House in tien jaar. Dit was eerste single van het album Dreamers Are Waiting dat in juni 2021 verscheen.
In juni 2022 stond Crowded House op het hoofdpodium van het Glastonbury Festival.
In februari 2024 kondigde de band het nieuwe album Gravity Stairs aan dat op 31 mei van dat jaar zou verschijnen. Gravity Stairs werd op 30 mei 2024 gelanceerd.

## Discografie

### Albums
| Album met eventuele hitnotering(en) in de Nederlandse Album Top 100 | Datum van verschijnen | Datum van binnenkomst | Hoogste positie | Aantal weken | Opmerkingen   |
| ------------------------------------------------------------------- | --------------------- | --------------------- | --------------- | ------------ | ------------- |
| Crowded House                                                       | 16-06-1986            | 04-07-1987            | 20              | 8            |               |
| Temple of Low Men                                                   | 01-07-1988            | 30-07-1988            | 49              | 13           |               |
| Woodface                                                            | 21-06-1991            | 13-07-1991            | 12              | 51           |               |
| Together Alone                                                      | 11-10-1993            | 30-10-1993            | 19              | 14           |               |
| Recurring Dream - The Very Best Of                                  | 28-06-1996            | 06-07-1996            | 10              | 35           | Verzamelalbum |
| Afterglow                                                           | 04-02-2000            | -                     | -               | -            | Verzamelalbum |
| Time On Earth                                                       | 29-06-2007            | 07-07-2007            | 12              | 12           |               |
| Intriguer                                                           | 11-06-2010            | 19-06-2010            | 31              | 4            |               |
| Dreamers Are Waiting                                                | 04-06-2021            | 12-06-2021            | 12              | 1            |               |
| Gravity Stairs                                                      | 31-05-2024            | -                     | -               | -            |               |

### Singles
| Single met eventuele hitnotering(en) in de Nederlandse Top 40 | Datum van verschijnen | Datum van binnenkomst | Hoogste positie | Aantal weken | Opmerkingen                  |
| ------------------------------------------------------------- | --------------------- | --------------------- | --------------- | ------------ | ---------------------------- |
| Don't Dream It's Over                                         | 1987                  | 09-05-1987            | 5               | 13           | Veronica Alarmschijf Radio 3 |
| World Where You Live                                          | 1986                  | 29-08-1987            | tip14           |              |                              |
| Sister Madly                                                  | 1988                  | -                     | -               |              |                              |
| Better Be Home Soon                                           | 1988                  | 17-09-1988            | 35              | 3            |                              |
| Into Temptation                                               | 1989                  | 29-04-1989            | 12              | 8            |                              |
| I Feel Possessed                                              | 1989                  | -                     | -               |              |                              |
| Chocolate Cake                                                | 1991                  | 20-07-1991            | 24              | 4            |                              |
| Fall at Your Feet                                             | 1991                  | 07-09-1991            | tip7            |              |                              |
| It's Only Natural                                             | 1992                  | 25-01-1992            | tip10           |              |                              |
| Weather with You                                              | 1992                  | 04-04-1992            | 11              | 9            | Veronica Alarmschijf Radio 3 |
| Four Seasons in One Day                                       | 1992                  | 15-08-1992            | tip10           |              |                              |
| Distant Sun                                                   | 1993                  | 25-09-1993            | tip9            |              |                              |
| Nails In My Feet                                              | 1993                  | 30-11-1993            | -               |              |                              |
| Private universe                                              | 1994                  | -                     | -               |              |                              |
| Locked Out                                                    | 1994                  | -                     | -               |              |                              |
| Not The Girl You Think You Are                                | 1996                  | -                     | -               |              |                              |
| Instinct                                                      | 1996                  | -                     | -               |              |                              |
| Don’t Stop Now                                                | 2007                  | 25-06-2007            | -               |              |                              |
| Saturday Sun                                                  | 2010                  | 26-04-2010            | tip9            |              |                              |
| Either Side Of The World                                      | 2010                  | 05-07-2010            | -               |              |                              |
| Twice If Your Lucky                                           | 2010                  | 08-11-2010            | -               |              |                              |
| Whatever You Want                                             | 2020                  | 30-10-2020            | -               |              |                              |
| To The Island                                                 | 2021                  | 19-02-2021            | -               |              |                              |
| Playing With Fire                                             | 2021                  | 13-05-2021            | -               |              |                              |
| Oh hi                                                         | 2024                  | -                     | -               |              |                              |
| Teenage Summer                                                | 2024                  | -                     | -               |              |                              |

| Single met hitnotering(en) in de Vlaamse Ultratop 50 | Datum van verschijnen | Datum van binnenkomst | Hoogste positie | Aantal weken | Opmerkingen                |
| ---------------------------------------------------- | --------------------- | --------------------- | --------------- | ------------ | -------------------------- |
| Don't Dream It's Over                                | 1987                  | 13-06-1987            | 6               | 11           | Nr. 6 in de Radio 2 Top 30 |
| World Where You Live                                 | 1987                  | 03-10-1987            | 38              | 1            |                            |
| Better Be Home Soon                                  | 1988                  | 10-09-1988            | 34              | 4            |                            |
| Into Temptation                                      | 1989                  | 27-05-1989            | 28              | 3            | Nr. 3 in de Radio 2 Top 30 |
| Chocolate Cake                                       | 1991                  | 10-08-1991            | 34              | 2            |                            |
| Weather with You                                     | 1992                  | 02-05-1992            | 19              | 13           | Nr. 9 in de Radio 2 Top 30 |
| Private Universe                                     | 1994                  | 27-08-1994            | 40              | 1            |                            |
| To The Island                                        | 2021                  | 13-03-2021            | Tip             |              |                            |
| Playing With Fire                                    | 2021                  | 29-05-2021            | Tip             |              |                            |

### NPO Radio 2 Top 2000
| Nummers met noteringen in de NPO Radio 2 Top 2000 | '99 | '00 | '01 | '02 | '03 | '04 | '05 | '06 | '07 | '08 | '09  | '10  | '11  | '12  | '13  | '14  | '15  | '16  | '17  | '18  | '19  | '20  | '21  | '22  | '23  | '24  |
| ------------------------------------------------- | --- | --- | --- | --- | --- | --- | --- | --- | --- | --- | ---- | ---- | ---- | ---- | ---- | ---- | ---- | ---- | ---- | ---- | ---- | ---- | ---- | ---- | ---- | ---- |
| Better Be Home Soon                               | -   | -   | -   | -   | -   | -   | -   | -   | -   | -   | 1953 | 1486 | 1648 | -    | 1826 | -    | -    | -    | -    | -    | -    | -    | -    | -    | -    | -    |
| Don't Dream It's Over                             | 160 | 220 | 356 | 332 | 474 | 436 | 574 | 655 | 724 | 555 | 766  | 757  | 786  | 1053 | 793  | 1004 | 1046 | 726  | 681  | 783  | 764  | 824  | 778  | 840  | 726  | 512  |
| Four Seasons in One Day                           | -   | -   | -   | -   | 494 | 593 | 628 | 596 | 547 | 613 | 742  | 706  | 475  | 832  | 711  | 823  | 940  | 825  | 863  | 1198 | 1086 | 1197 | 921  | 936  | 999  | 939  |
| Into Temptation                                   | 369 | 510 | 425 | 387 | 484 | 474 | 674 | 700 | 665 | 586 | 911  | 943  | 968  | 1204 | 1158 | 1292 | 1488 | 1379 | 1476 | 1798 | 1799 | 1826 | 1799 | 1908 | 1985 | 1894 |
| Weather with You                                  | 378 | 334 | 348 | 474 | 535 | 608 | 792 | 809 | 606 | 625 | 978  | 920  | 950  | 1250 | 1099 | 1445 | 1489 | 1414 | 1489 | 1316 | 1441 | 1328 | 1378 | 1285 | 1475 | 1604 |

1. ↑  Een '-' betekent dat het nummer niet was genoteerd en een vetgedrukt getal geeft de hoogste notering van een nummer aan.

### Verzamel & live
- Spring Break 87 (1987), registratie en uitgebracht door MTV van het concert dat plaatsvond in de Amerikaanse plaats Daytona Beach, Florida in de zomer van 1987
- I Like To Watch (1992), uitgebracht op VHS
- World where we live (1993), commemorative tour EP (live EP), uitgebracht op cd
- Nails In My Feet (1994), video single
- Farewell To The World (1996), afscheidsconcert uitgebracht op VHS
- Dreaming - The Videos (2003), videoclips verzameld op dvd
- Farewell To The World (2006), ten year anniversary edition, afscheidsconcert uitgebracht op cd én dvd
- Live On Earth (2007), liveregistratie van een concert te Manchester op 29 november 2007, uitgebracht op cd
- Live On Earth (2007), liveregistratie van een concert te Nottingham op 1 december 2007, uitgebracht op cd
- The Very Very Best Of Crowded House (2010), verzamelalbum, uitgebracht op cd en lp
- Live ‘92-‘94 Part One (2020), verzameling liveregistraties
- Live ‘92-‘94 Part Two (2021), verzameling liveregistraties

## Optredens in Nederland en België

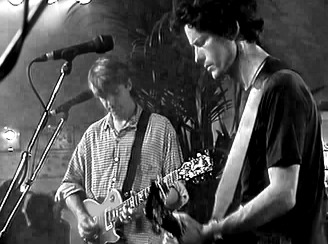
Crowded House in juni 1996 spelend in Café De Kroon in Amsterdam. Links: Neil Finn, rechts: Mark Hart